# Международное общество сознания Кришны в Кыргызстане
Международное общество сознания Кришны начало осуществлять свою деятельность в Киргизии в начале 1990-х годов. 17 октября 1995 года в городе Бишкеке получила официальную регистрацию первая в стране кришнаитская община — «Бишкекское общество сознания Кришны». По данным на 2000 год, в Киргизии действовало 2 общины Общества сознания Кришны, членами которых являлись около 300 верующих разных национальностей. На тот момент, большинство кришнаитов в Киргизии были людьми молодого возраста.